# Bałcyny
Bałcyny (deutsch Balzen) ist ein Ort in der polnischen Woiwodschaft Ermland-Masuren. Er gehört zur Gmina Ostróda (Landgemeinde Osterode in Ostpreußen) im Powiat Ostródzki (Kreis Osterode in Ostpreußen).

## Geographische Lage
Bałcyny liegt im Westen der Woiwodschaft Ermland-Masuren, 14 Kilometer südwestlich der Kreisstadt Ostróda (deutsch Osterode in Ostpreußen).

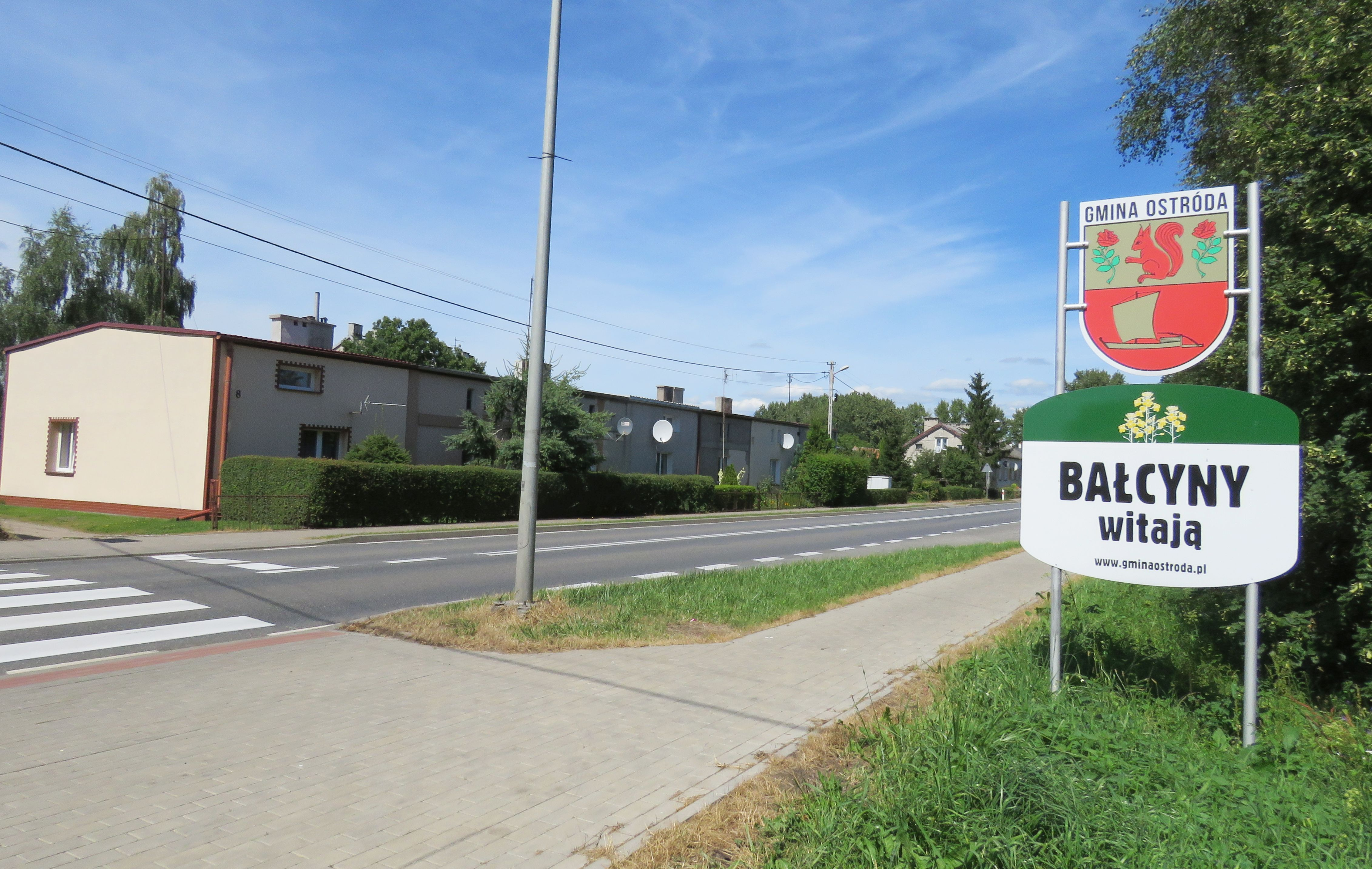
Willkommensschild der Gmina Ostróda an der Straßeneinfahrt Bałcyny

## Geschichte
Das Gutsdorf Baltze – nach 1785 Baltz genannt – wurde in der zweiten Hälfte des 14. Jahrhunderts von dem Ordensritter von der Baltz gegründet. Das Gut war im 16. Jahrhundert im Eigentum der Familie Kalckstein und wohl im 17. Jahrhundert der Familie Finck von Finckenstein. Seit Mitte des 19. Jahrhunderts gehörte es der Familie Rakow, von der es 1896 Max Kramer, Gutsbesitzer des Nachbarortes Hasenberg (polnisch Zajączki), übernahm. Sein Sohn führte den Betrieb bis 1945.
1874 wurde der Gutsbezirk Balzen in den neu errichteten Amtsbezirk Leip (polnisch Lipowo) im Kreis Osterode in Ostpreußen integriert. In jener Zeit entstand das Gutshaus. Der Besitz umfasste seinerzeit 420 Hektar.
Der Gutsbezirk Balzen zählte im Jahre 1910 insgesamt 184 Einwohner. Am 30. September 1928 gab Balzen seine Eigenständigkeit auf und ließ sich zusammen mit dem Gutsbezirk Leip in die Landgemeinde Leip (polnisch Lipowo) eingliedern.
Im Jahre 1945 wurde das gesamte südliche Ostpreußen an Polen abgetreten. Davon war auch Balzen betroffen. Es erhielt die polnische Namensform „Bałcyny“ und ist heute mit dem Sitz eines Schulzenamts (polnisch Sołectwo) eine Ortschaft innerhalb der Landgemeinde Ostróda (Osterode i. Ostpr.) im Powiat Ostródzki (Kreis Osterode in Ostpreußen), bis 1998 der Woiwodschaft Olsztyn, seither der Woiwodschaft Ermland-Masuren mit Sitz in Olsztyn (Allenstein) zugehörig.

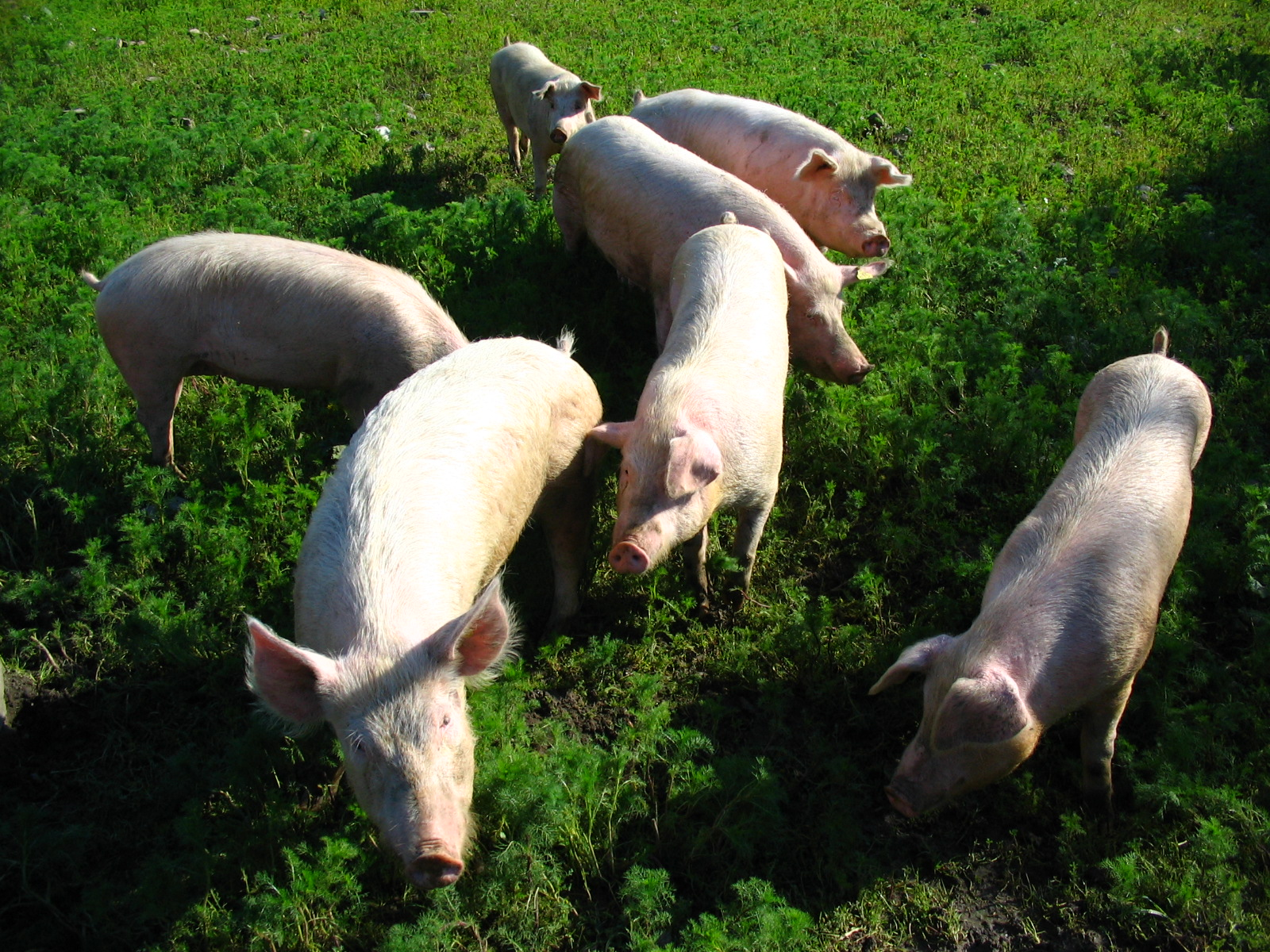
Schweinezucht in Bałcyny wie schon in Balzen

Der heutige Zustand des ehemaligen Guts ist sehr gut, die Gebäude und das ganze Areal befinden sich in einem ordentlichen Zustand, der auch einen erfolgreichen Betrieb ermöglicht. Dazu gehört der Getreideanbau und auch die – bereits in deutscher Zeit gepflegte – Schweinezucht.
Das einstige Gut befindet sich heute im Besitz der Universität Ermland-Masuren mit Sitz in Olsztyn (Allenstein). Es stellt immer noch „eine unverändert und gut erhalten gebliebene Gutsanlage dar, die durch ihre imposanten Wirtschaftsgebäude besticht und für jeden Interessierten einen Besuch lohnt.“ (Michael Thelen)

## Kirche
Bis 1945 war Balzen in die evangelische Kirche Leip (polnisch Lipowo) in der Kirchenprovinz Ostpreußen der Kirche der Altpreußischen Union, außerdem in die römisch-katholische Kirche Marienfelde (polnisch Glaznoty) eingepfarrt.
Heute gehört Bałcyny evangelischerseits zur evangelisch-methodistischen Ortskirche bzw. zur Kirchengemeinde Ostróda der evangelisch-augsburgischen Kirche. Katholischerseits ist weiterhin  die Pfarrei in Glaznoty das kirchliche Zentrum.

## Verkehr

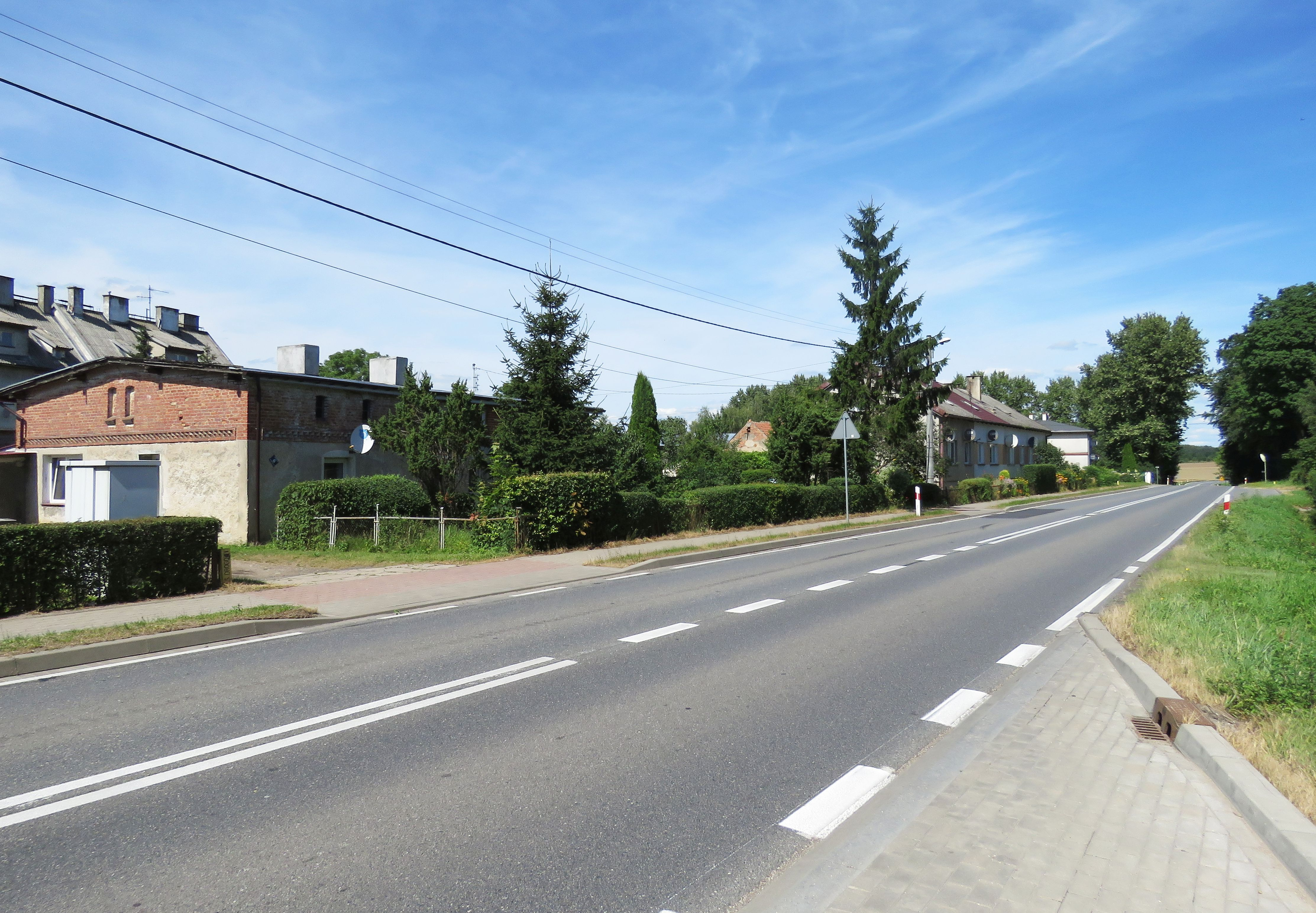
Die Ortsdurchfahrt Bałcyny der Landesstraße 15

Bałcyny liegt an einem Abschnitt der früheren deutschen Reichsstraße 78, deren Trasse heute von der polnischen Landesstraße 15 befahren wird. Diese verkehrsreiche Straße verbindet Trzebnica (Trebnitz) in Schlesien mit Ostróda (Osterode) in Ostpreußen und verläuft durch vier Woiwodschaften.
Eine Nebenstraße verbindet die drei einstigen Leiper Ortsteile Balzen, Marienhof (Marynowo) und Leip miteinander.
Eine Anbindung an den Bahnverkehr besteht nicht.